# ストーカー (2002年の映画)
『ストーカー』（原題：One Hour Photo）は、2002年のアメリカ合衆国の心理スリラー映画。マーク・ロマネク脚本・監督、ロビン・ウィリアムズ、コニー・ニールセン、マイケル・ヴァルタン、ゲイリー・コール、エリク・ラ・サル出演。本作は映画評論家から肯定的な評価を受けたとともに、ウィリアムズの演技についても賞賛されてサターン賞主演男優賞を受賞した。

## ストーリー
20年以上写真現像の仕事をしているサイは、大型スーパー内にある写真現像ショップで働く真面目だが家族が居ない孤独な男だった。そんな彼には常連客のヨーキン一家の写真をこっそり焼き増しして自分の部屋の壁一面に飾り、自身が家族の一員になる妄想をする趣味があった。さらにおじさんのような存在になることを期待してニーナの息子ジェイクと接触する。一方のニーナは、家庭に関心がない夫のウィルとの仲が悪くなっていた。ある日サイは無断で客の写真を焼き増ししていたことが上司のビルにばれ、そのことと日ごろから客の前で作業員とケンカしたり商品を勝手にプレゼントとして渡してしまうことなどの行動と併せて解雇されてしまう。職を失い意気消沈したサイは、今日店に来た客のマヤ・バーソンとニーナの夫であるウィルが浮気をしていることを知り愕然とする。その写真をニーナが取りに来る予定の写真に紛れ込ませ、仕事仲間のヨシ・アラキに別れを告げてからスーパーの前で車に乗って待機する。写真を受け取ったニーナが運転する車を家まで追跡して一家を観察していたサイは、彼女が夫に対して冷静な態度であることに苛立ちを覚える。

## 登場人物
サイ・パリッシュ
地元のスーパーの写真カウンターに20年以上勤めている男性。
ニーナ・ヨーキン
ロビンの店の常連。
ウィル・ヨーキン
ニーナの夫。
ジェイク・ヨーキン
ニーナとウィルの息子。
ビル・オーウェンズ
ロビンの上司。
ジェームズ・ヴァンダージ
刑事。
マヤ・バーソン
写真を現像しに来た女性。ウィルと浮気している。
ヨシ・アラキ
サイの同僚。

## キャスト
| 役名                         | 俳優                       | 日本語吹替 |
| ---------------------------- | -------------------------- | ---------- |
| サイ・パリッシュ             | ロビン・ウィリアムズ       | 江原正士   |
| ニーナ・ヨーキン             | コニー・ニールセン         | 山像かおり |
| ウィル・ヨーキン             | マイケル・ヴァルタン       | 咲野俊介   |
| ジェイク・ヨーキン           | ディラン・スミス           | 亀井芳子   |
| ビル・オーウェンズ           | ゲイリー・コール           | 内田直哉   |
| ジェームズ・ヴァンダージ刑事 | エリク・ラ・サル           | 山野井仁   |
| ポール・アウターブリッジ刑事 | クラーク・グレッグ         | 小室正幸   |
| マヤ・バーソン               | エリン・ダニエルズ         | 渡辺美佐   |
| ヨシ・アラキ                 | ポール・ハンセン・キム     | 小野塚貴志 |
| ウェイトレス                 | リー・ガーリントン         | 定岡小百合 |
| ラリー                       | ニック・サーシー           | 宝亀克寿   |
| ライオン巡査                 | アンディ・ロルフズ         | 遠藤純一   |
| ベルマー                     | ピーター・マッケンジー     | 大川透     |
| デュアン                     | アンディ・コミュー         | 青山穣     |
| 目の外科医                   | ロバート・クロットワーシー | 石井隆夫   |
| シンディ                     | ジーナ・ウィルソン         | 斎藤恵理   |
| ブラヴォー巡査               | カルメン・モルミノ         | 江川大輔   |

## スタッフ
- 監督・脚本：マーク・ロマネク
- 製作：パメラ・コフラー、クリスティーン・ヴェイコン、スタン・ヴロドコウスキー
- 製作総指揮：ジェレミー・W・バーバー、ロバート・B・スターム、ジョン・ウェルズ
- 撮影監督：ジェフ・クローネンウェス
- プロダクションデザイナー：トム・フォーデン
- 編集：ジェフリー・フォード
- 衣裳デザイン：アリアンヌ・フィリップス
- 音楽：ラインホルト・ハイル、ジョニー・クリメック
- 日本語字幕：古田由紀子
- 吹替翻訳：小寺陽子
- 吹替演出：伊達康将
- 吹替調整：金谷和美
- 吹替制作：東北新社

## 製作
当初、ナイン・インチ・ネイルズのトレント・レズナーが本作の映画音楽を作曲したが、監督のロマネクはそれを使用しないことを決定した。その未使用曲の一部はナイン・インチ・ネイルズのミニアルバム『still』に収録されている。
サイがナレーションで「どんなバカでも2日間のセミナーを受ければ、1時間未満で美しいプリントに仕上げる技法をマスターすることができると思う人がいる。しかしもちろん、大部分の仕事がそうであるように、現像は見た目よりはるかに難しい作業である」と語る。実際には、ロビン・ウィリアムズは南カリフォルニアにある現像研究所で2日半の訓練を受けて役に備えた。
コメンタリーでロマネクは、『タクシードライバー』で描かれたような1970年代の「孤独な男」に一部影響を受けたと述べた。さらに、最初は主演にジャック・ニコルソンを考えていたが断られたことも語った。

## 受賞・ノミネート
第8回放送映画批評家協会賞
- ノミネート：主演男優賞 - ロビン・ウィリアムズ

第29回サターン賞
- 受賞：主演男優賞 - ロビン・ウィリアムズ